# Looking for par'Mach in All the Wrong Places
"Looking for par'Mach in All the Wrong Places" és el tercer episodi de la cinquena temporada de la sèrie de televisió de ciència-ficció estatunidenca Star Trek: Deep Space Nine, el 101è de tota la sèrie. Originalment es van emetre en redifusió a partir del 14 d'octubre de 1996. L'episodi va ser dirigit per l'actor Andrew J. Robinson, que interpreta el personatge recurrent  Garak, i escrit per Ronald D. Moore. L'episodi va rebre una qualificació Nielsen del 5,7%, una lleugera disminució respecte a la setmana anterior.
Ambientada al segle XXIV, la sèrie segueix les aventures a Espai Profund 9, una estació espacial situada prop d'un forat de cuc estable entre els Quadrants Alfa i Gamma de la Via Làctia, prop del planeta Bajor, mentre els bajorans es recuperen d'una brutal ocupació de dècades pels imperialistes cardassians. El Quadrant Gamma acull un imperi hostil conegut com el Domini, governat pels Fundadors que canvien de forma. A les temporades mitjanes de la sèrie, la Federació està amenaçada tant per l'Imperi Klíngon com pel Domini. En aquest episodi Worf (Michael Dorn) s'enamora de Grilka, però no pot perseguir-la a causa de la seva deshonra entre els klingons. En una adaptació de l'obra de teatre del segle XIX Cyrano de Bergerac, Worf ajuda Quark (Armin Shimerman) a guanyar-se l'amor de Grilka. Quan Quark, completament inexpert en lluites i rituals d'aparellament klíngon, es veu obligat a lluitar contra el guardaespatlles de Grilka per legitimar la seva relació, Worf utilitza un dispositiu per controlar remotament els moviments corporals de Quark en combat, cosa que li permet derrotar el seu oponent. Jadzia Dax (Terry Farrell) intenta consolar l'abatut Worf i es converteix en l'agressor en una escena romàntica entre els dos. A l'episodi s'explica que "par'Mach" és la paraula klingon per a "amor", amb una connotació agressiva.
"Looking for par'Mach in All the Wrong Places" ha rebut una acollida crítica mixta.

## Argument
Grilka (Mary Kay Adams), l'exdona klíngon de Quark (Armin Shimerman) fruit d'un "matrimoni de conveniència" (vegeu "The House of Quark"), arriba a l'Espai Profund 9 per demanar consell financer a Quark. Worf (Michael Dorn) se sent immediatament atret per ella, però el seu assessor, Tumek, li diu que la deshonra de Worf li impedeix aparellar-se amb ell. Quark desitja seguir Grilka romànticament, però desconeix els rituals d'aparellament klíngon, així que demana ajuda a Jadzia Dax (Terry Farrell). Worf, desitjós de demostrar que és capaç de festejar una dona klingon, s'uneix a Dax per entrenar Quark per guanyar-se l'afecte de Grilka. Gràcies a esforços diligents per aprendre la cultura klíngon, Quark té èxit amb Grilka; el seu guardaespatlles, Thopok (Phil Morris), s'indigna per la relació poc convencional i desafia Quark a un duel.
Sense experiència en combat, Quark pot perdre Grilka o morir. Worf l'ajuda utilitzant un dispositiu que li permet controlar els moviments corporals de Quark des d'una habitació adjacent per ajudar Quark a defensar-se en el duel. Tot i que el dispositiu falla temporalment, derrota el guardaespatlles. L'escena conclou amb Grilka i Quark sols i enamorats l'un de l'altre. Worf opina a Jadzia que Quark no és digne d'una dona klíngon tan gran i ella respon que l'interès de Worf per Grilka és superficial i que hi ha millors opcions que l'esperen. Com que Worf encara no s'adona dels seus indicis, Dax inicia una trobada romàntica agressiva. Worf se sorprèn però respon. A l'escena final, ambdues parelles són a la infermeria; El doctor Julian Bashir (Alexander Siddig) dedueix l'origen de les seves lesions. Dax i Worf decideixen començar una relació.
En una subtrama, Miles O'Brien (Colm Meaney) s'enfronta a la situació cada cop més incòmoda de la major Kira Nerys (Nana Visitor) embarassada del seu nadó i vivint amb ell i la seva dona, Keiko (Rosalind Chao) (vegeu "Body Parts"). Miles i Kira comencen a sentir-se atrets l'un per l'altre, però intenten evitar apropar-se; Kira decideix fer un viatge a Bajor durant uns dies, però Keiko insisteix que Miles l'acompanyi en la seva retirada. Quan el vaixell està a punt de partir, Kira revela que la seva destinació és en un entorn molt romàntic, cosa que fa que Miles es retiri del viatge.

## Actors convidats
- Rosalind Chao - Keiko
- Mary Kay Adams - Grilka
- Joseph Ruskin - Tumek
- Phil Morris - Thopok

## Producció i temes

L'actor Michael Dorn, que interpreta Worf, va suggerir l'adaptació de Cyrano de Bergerac per a un episodi.

L'episodi compta amb el títol més llarg de la sèrie i, a partir del 2015, el segon més llarg de totes les entregues de televisió de Star Trek, darrere de "Perquè el món és buit i jo he tocat el cel" de la sèrie dels anys 1960. "Looking for par'Mach in All the Wrong Places" es va inspirar en l'obra de teatre de 1897 Cyrano de Bergerac, en què un brillant francès, resignat al fet que la dona que adora mai podrà mirar més enllà del seu nas enorme i distret, ajuda un altre home a guanyar-se el cor de la dama dictant-li un llenguatge preciós des de prop. La idea d'una adaptació moderna de Cyrano de Bergerac va ser proposada per Michael Dorn.. "Looking for par'Mach in All the Wrong Places" fou dirigit per Andrew Robinson, que interpreta el cardassià Elim Garak a Star Trek: Deep Space Nine. Aquesta va ser la primera vegada que l'actor d'un personatge recurrent (però no principal) de Star Trek dirigia un episodi de la franquícia. Després d'haver rebut dos premis del Cercle de Crítics Dramàtics de Los Angeles per direcció teatral, Robinson va demanar personalment al productor executiu Rick Berman que li deixés dirigir un episodi de Deep Space Nine; Robinson estava content que li haguessin assignat aquest episodi en particular.
Amb el repte d'inventar una manera original perquè Quark sobrevisqués a la lluita sense reproduir directament material anterior, els guionistes van idear un sistema de "titellaire hologràfic". Es veu Worf portant uns auriculars que li permeten controlar els moviments corporals de Quark, que porta un receptor ocult. No s'aclareix com funciona el "dispositiu de control virtual". De fet, Ronald D. Moore va aclarir: "No m'interessava explicar-ho als espectadors. Simplement ens creiem la premissa i passem a una altra cosa". Tanmateix, el consultor científic André Bormanis va estar d'acord que la "xarxa de sensors i actuadors" era conceptualment sòlida. Dan Curry, que originalment va dissenyar el bat'leth i va ajudar a desenvolupar les tècniques de combat klíngon, va ser fonamental en la coreografia de l'escena de combat entre Quark i Thopok. Malgrat l'aparent ineptitud del seu personatge en el combat cos a cos, Shimerman va practicar extensament amb un bat'leth per fer que la influència de Worf sobre Quark semblés convincent. Shimerman també va demanar l'ajuda d'un mim per millorar la seva tècnica.
L'estrella convidada Joseph Ruskin va interpretar Tumek a "Looking for par'Mach in All the Wrong Places", i havia aparegut anteriorment a l'episodi de Star Trek: La sèrie original "La timba de Triskelion", així com anteriorment a Deep Space Nine a "Improbable Cause". Va aparèixer tant a la pel·lícula Star Trek: Insurrection com a l'episodi de Star Trek: Voyager "Gravity".

## Recepció
"Looking for par'Mach in All the Wrong Places" es va emetre per primera vegada el 14 d'octubre de 1996 en redifusió. Va rebre una qualificació Nielsen del 5,7%, cosa que el va situar en novè lloc a la seva franja horària. Això va representar una lleugera disminució de l'audiència respecte a la setmana anterior; "The Ship" va obtenir un índex del 6,0%. En canvi, "Trials and Tribble-ations" va ser l'episodi més vist de la temporada, amb una qualificació del 7,7%.
Diversos crítics van tornar a veure l'episodi després del final de la sèrie. Zack Handlen va fer la crítica de l'episodi per a The A.V. Club a l'abril de 2013. Handlen va comentar el títol i el contingut de farsa de l'episodi, assenyalant que el guió no tenia gaire substància. Va admetre que l'episodi va servir com un canvi de ritme benvingut respecte a les "agonies de la guerra" contínues de la sèrie. Assenyala que la trama principal que involucrava Grilka era "finíssima" però, tanmateix, efectiva a l'hora de crear humor i introduir la relació entre Dax i Worf. Tot i així, Handlen va pensar que la forta atracció de Worf per Grilka no tenia prou justificació, donat el desig de Worf de mantenir la solitud a l'estació. A més, a Handlen no li va agradar la subtrama relacionada amb Miles O'Brien i la Major Kira, suggerint que la tensió romàntica entre els dos era forçada i inconsistent amb llurs personalitats.
Per al lloc web TrekNation, Michelle Erica Green va escriure que no li agradava gaire l'episodi i que considerava "repulsives" algunes de les seves implicacions sexuals. Va sentir que l'episodi havia objectificat de manera inapropiada els seus personatges femenins, ja que havia representat tant Quark com Worf com a "jugadors" i que Worf havia oblidat parlar amb Dax dels riscos inherents als rituals sexuals klíngon. Green va ser una mica més receptiva a la història d'O'Brien/Kira, i li agradava la representació de l'embaràs. Jamahl Epsicokhan de Jammer's Reviews va elogiar l'episodi com un dels "més purament divertits" de la sèrie, tot i reconèixer la fluixa trama. Epsicokhan va gaudir de les interaccions de Quark amb altres personatges, cosa que eren poc freqüent, ja que Quark tenia altres motius a part de la seva habitual ànsia de beneficis monetaris. A diferència de Handlen, a Epsicokhan li van agradar les escenes de Kira i O'Brien, sobretot cap al final de l'episodi, quan els personatges estaven a punt de marxar cap a Bajor. Va donar a l'episodi una puntuació de tres de quatre estrelles. L'escriptor de ciència-ficció Keith DeCandido va fer una ressenya de "Looking for par'Mach in All the Wrong Places" per a Tor.com, lloant el sentit de l'humor de Ronald D. Moore que es mostra a la episodi, així com les actuacions de Nana Visitor i Colm Meaney. A diferència d'altres crítics, DeCandido va pensar que la història es va mantenir fidel a tots els personatges implicats.
El 2017, Vulture va classificar aquest episodi com un dels millors de Star Trek: Deep Space Nine.

## Mitjans domèstics
El primer llançament de mitjans domèstics de "Looking for par'Mach in All the Wrong Places" formava part d'un casset VHS de dos episodis juntament amb "...Nor the Battle to the Strong" al Regne Unit l'1 d'octubre de 1999. Als Estats Units i al Canadà, això va ser seguit per un llançament d'un sol episodi el 10 de juliol de 2001. Més tard es va publicar en DVD com a part de la cinquena temporada el 7 d'octubre de 2003.